# 何塞·瑪麗亞·馬丁·卡佩納體育館
何塞·瑪麗亞·馬丁·卡佩納體育館（西班牙語：Palacio de Deportes José María Martín Carpena）是位於西班牙馬拉加的室內體育館。舉辦體育賽事時可容納11,300人，舉辦演唱會時可容納10,000人。

## 外部連結
- 维基共享资源上的相關多媒體資源：何塞·瑪麗亞·馬丁·卡佩納體育館
- 官方网站

| 前任： 馬德里體育館 | 台維斯盃 決賽場地 2022 – 至今 | 繼任： ' |